# Chramiště
Chramiště je část města Nový Knín v okrese Příbram ve Středočeském kraji. Nachází se asi tří kilometry jihozápadně od Nového Knína. Je zde evidováno 16 adres. V roce 2011 zde trvale žilo 32 obyvatel.
Chramiště (dříve Dražetice I) je také název katastrálního území o rozloze 1,54 km².

## Historie
První písemná zmínka o vesnici pochází z roku 1653.

## Obyvatelstvo
| Rok            | 1869 | 1880 | 1890 | 1900 | 1910 | 1921 | 1930 | 1950 | 1961 | 1970 | 1980 | 1991 | 2001 | 2011 | 2021 |
| -------------- | ---- | ---- | ---- | ---- | ---- | ---- | ---- | ---- | ---- | ---- | ---- | ---- | ---- | ---- | ---- |
| Počet obyvatel | 64   | 65   | 64   | 56   | 63   | 58   | 54   | 36   | 39   | 33   | 31   | 36   | 34   | 32   | 31   |
| Počet domů     | 11   | 11   | 11   | 11   | 11   | 11   | 11   | 11   | 10   | 8    | 7    | 10   | 10   | 10   | 11   |

## Obecní správa
Při sčítání lidu v letech 1850–1879 Chramiště byla osadou obce Borotice v okrese Příbram. V letech 1880–1975 byla osadou obce Dražetice, se kterým patřila nejprve do okresu Příbram, ale v roce 1950 v okrese Dobříš a od roku 1960 opět v okrese Příbram. Od 1. ledna 1976 je částí města Nový Knín v okrese Příbram.